# Partido da União pela Liberdade
O Partido da União pela Liberdade (em inglês:  Liberty Union Party) é um partido político do estado americano de Vermont, fundado em  1° de junho de 1970 pelo ex-congressista William H. Meyer com Peter Diamondstone, Dennis Morrisseau e outros tendo como base o movimento em oposição à Guerra do Vietnã e o Partido Popular dos anos 1960. O Partido se define como socialista e não-violento.

## História
O União pela Liberdade às vezes apoia candidatos de outros partidos que sente que oferece uma visão de mundo e metas compatíveis com as suas. Ao longo dos anos, apoiou vários candidatos à presidência dos mais diversos partidos de esquerda. Em 1980, 1988, 1996 e 2000, apoiou os candidatos do Partido Socialista. Mary Alice Herbert, candidata do partido ao cargo de vice-governadora em 2006, foi a vice na chapa do Partido Socialista em 2004. Entretanto, devido a conflitos com seu companheiro de chapa Walt Brown, o UL cedeu seu espaço nas cédulas de votação para os membros do Partido Operário Mundial John Parker e Teresa Gutierrez. Em 2008, o candidato a presente do Partido Socialista Brian Moore, foi o único a conseguir as mil assinaturas necessárias para participar das primárias do União pela Liberdade. Como o resultado das primárias devem ser respeitados, então Moore e Stewart Alexander foram os candidatos do União pela Liberdade na eleição de novembro.
Em 2004, alguns membros do UL tentaram participar das primárias do Partido Progressista de Vermont (PPV), que havia conseguido o direito de ter seu nome incluído nas cédulas de votação em 2000. Bernie Sanders, cujo mandato na prefeitura de Burlington inspirou a fundação do PPV, se filiou ao União pela Liberdade em 1971 e foi candidato a diversos cargos pelo partido antes de decidir abandonar a política partidária e concorrer como político sem partido. O UL havia perdido o direito de aparecer nas cédulas de votação do estado em 1994, mas reconquistou esse direito dez anos depois, em 2004, quando o candidato a auditor de contas Jerry Levi obteve 6% dos votos. Em 2006, o UL apresentou nove candidatos para disputar nove cargos, incluindo governador, senador dos Estados Unidos e representante do distrito único de Vermont, novamente recebendo votos suficientes para continuar aparecendo nas cédulas de votação.
Nas eleições municipais de 2009, o UL e o PPV apoiaram David Van Deusen, que foi eleito para o cargo de vereador em Moretown. Van Deusen, à época vice-presidente distrital da AFL-CIO, também recebeu o apoio de sindicatos. Em 2010, Van Deusen foi reeleito, novamente concorrendo pela chapa UL-PPV e com o apoio dos sindicatos. Dessa vez, foi o vereador mais votado. Em 2011, escolheu não buscar a reeleição e concorreu ao cargo de chefe da polícia de Moretown (cargo que ocupou em 2007). Ele ganhou o cargo, mas sem o apoio do UL. Durante os dois mandatos de Van Deusen na vereança, ele conseguiu aumentar o salário de todos os funcionários não-eleitos da cidade, diminui os impostos para veteranos de guerra, conseguiu abrir a prefeitura semanalmente para um grupo de brincadeiras de crianças e apoiou um sistema de saúde universal em Vermont.
Em 2012, o partido novamente conseguiu obter o número de votos necessários para aparecer nas cédulas eleitorais. Sua candidata ao cargo de secretária de estado Mary Alice Herbert obteve 13,1% dos votos contra o candidato apoiado pelos democratas, progressistas e republicanos Jim Condos. Em 2014, o partido conseguiu obter novamente o número de votos necessários para aparecer nas cédulas de votação. Desta vez, Mary Alice Hebert obteve 10,3% na disputa ao cargo de secretária de estado. Em outras disputas o partido também atingiu a cláusula de barreira. Murray Ngoima recebeu 8,3% dos votos para secretário do tesouro, Rosemary Jackowski recebeu 3,94% dos votos para advogada-geral, Bem Bosley obteve 13,9% para Senador pelo distrito de Grand Isle e Jerry Levy & Aaron Diamondstone tiveram 5% e 4,63%, respectivamente, na disputa para Senador pelo distrito de Windham County.